# سیستم شبکه مؤسسات
"این مقاله در حال ترجمه از ویکی پدیای انگلیسی است. لطفاََ حذف نشود."
سیستم شبکه به رسمیت شناخته شده مؤسسات (Instinet) یک کارگزار نهادی یا کارگزار نمایندگی است که همچنین به عنوان بازوی مستقل معاملات سهام مادر خود یعنی شرکت Nomura عمل می کند. معاملاتی را برای شرکت های مدیریت دارایی، صندوق های پوشش ریسک، شرکت های بیمه، صندوق های سرمایه گذاری مشترک و صندوق های بازنشستگی انجام می دهد. این شرکت که دفتر مرکزی آن در شهر نیویورک است، خدمات فروش و بازرگانی، فناوری های معامله و بازرگانی، سیستم مدیریت اجرای شهر Newport در نیوجرسی، الگوریتم ها، تحلیل هزینه های تجارت، مدیریت کارمزدها، تحقیقات مستقل و استخرهای سیاه را ارائه می دهد.
با این حال، سیستم شبکه مؤسسات بیشتر به خاطر اولین جایگزین معاملاتی فرابورس بودن آن با پایانه های "green screen" در دهه های 1980 و 1990 و به عنوان بنیانگذار شبکه های ارتباطات الکترونیکی Chi-X Europe و Chi-X Global شناخته شده است.
بنا به گزارش گروه تحقیقات صنعت Markit، سیستم شبکه مؤسسات سومین بزرگترین کارگزار سهام نقدی در سال 2015 در اروپا بوده است. 

## تاریخچه

##### تاریخچه اولیه
سیستم شبکه مؤسسات توسط Jorme. M Pustilnik و Herbert. R Behrens پایه گذاری شد و در سال 1969 به عنوان شرکت شبکه های نهادی ثبت شد. هدف بنیانگذاران رقابت با بازار بورس نیویورک با استفاده از پیوندهای رایانه ای بین مؤسسات اصلی مانند بانک ها، صندوق های سرمایه گذاری مشترک و شرکت های بیمه بدون تأخیر یا متخصصان مداخله گر بود.  شرکت خدمات رایانه ای و شبکه ای ارتباطی برای خرید و فروش اوراق سهام را از طریق سیستم شبکه مؤسسات که در سال 1969 به طور زنده پخش شد، به صورت ناشناس و محرمانه ارائه کرد.
پیشرفت بستر سیستم تا سال 1970 آرام بود، و سیستم شبکه مؤسسات در سال 1983برای اجرا به William A. "Bill" Lupien متخصص سابق بازار بورس Pacific واگذار شد. Bill Lupien تصمیم گرفت برخلاف مسئولان قبل به جای تمرکز انحصاری بر روی خرید، سیستم را با شدت بیشتری به جامعه کارگزاران عرضه کند. Lupien برای گسترش دادن بازار خود Fredric W. Rittereiser  خواننده سابق Troster و گروه Sherwood را به عنوان رئیس و مدیر عملیاتی  و David N. Rosensaft را به عنوان معاون رئیس (معاون ارشد رئیس) برای توسعه محصولات جدید روی کار آورد.  Rittereiser بعدها رفت تا مدیر اجرایی شرکت First Jersey شود و Joseph Taussig به جای او به عنوان مدیر عملیاتی گماشته شد. آنها با همراهی همدیگر با موفقیت نوآوری های بسیاری را معرفی کردند که سیستم شبکه مؤسسات را به یک ابزار جدایی ناپذیر برای تاجران هم در بخش خرید و هم فروش تبدیل کرد.

## خرید رویترز
در نتیجه تمرکز مجدد Lupien بر روی سیستم شبکه مؤسسات یا اینستینت (که تجارت در سال 1985 تغییر نام داد) شرکت در اواسط دهه 1980 به سرعت رشد کرد. در طول فروپاشی وضع کاسبی در سال 1987 سیستم معاملاتی الکترونیک معاملات را فراهم می کرد در حالی که کارگزاران و بازارگردان ها در طول فروپاشی حاضر به پاسخگویی به تلفن های خود نبودند. رویترز که در سال 1985 بخشی از شرکت را تصاحب کرده بود، در ماه می سال 1987 صاحب کل کسب و کار شد.  اگرچه اینستینت طبق قرارداد یک شرکت تابعه مستقل و مستقر در نیویورک باقی می ماند. Lupien و بعد مدیر عملیاتی Murray Finebaum اندکی بعد استعفا دادند. 

## آیین نامه سیستم معاملات جایگزین
اینستینت تحت نظر رویترز تا اواخر دهه 1980 و اوایل 1990 به رشد خود ادامه داد. زمانی که کمیسیون بورس و اوراق بهادار ایالات متحدّه قوانین رسیدگی به سفارش ها و آیین نامه سیستم های معاملاتی جایگزین را در اواخر دهه 1990 معرفی کرد. در سال 1992 اینستینت در سطح بین المللی گسترش یافت. Douglas Atkin رهبری این تلاش را بر عهده داشت و تا سال 1998 اینستینت در بیش از 20 بازار جهانی فعالیت داشت و درآمد آن به حدود 100 میلیون دلار افزایش یافته بود.  اینستینت شبکه ارتباط الکترونیکی غالب بود. با این حال، این قوانین همچنین منجر به پیدایش رقبای جدیدی شد که بعضی از آنها از طرح های سرمایه گذاری جدید بهره بردند. تا اوایل دهه 2000، این رقبا به کمک گام های اشتباه در اینستینت که شامل پیشرفت سریع، هزینه های بیش از حد و جذب آهسته فناوری بود، توانستند سهم بازار شرکت را از بین ببرند.  در نتیجه اینستینت در سال 2002 با شبکه ارتباطات الکترونیکی Island ترکیب شد و نام بستر فناوری Island را به Inet تغییر کرد. 

## فهرست عرضه عمومی
رویترز در سال 2001  با حفظ 62% از سهام اینستینت را عرضه عمومی اولیه کرد. این تا زمانی که در سال 2005 اینستینت توسط NASDAQ خریداری شد، باقی ماند که در آن NASDAQ سیستم ارتباطات الکترونیک Inet را حفظ کرد و متعاقباََ تجارت کارگزاری آژانس را به شرکای Silver Lake فروخت. 

## خرید Nomura
در فوریه سال 2007، Nomura شرکت را به مبلغ 1.2 میلیارد دلار از Silver Lake خریداری کرد.  اینستینت امروزه به عنوان یک شرکت تابعه مستقل از Nomura و توسط مدیرعامل Ralston Roberts اداره می شود. در دسامبر سال 2009 به مناسبت چهلمین سالگرد خود اینستینت با بنیاد  Make-a-Wish همکاری کرد تا آرزوی 40 کودک مبتلا به بیماری های تهدیدکننده زندگی را برآورده کند.  در می 2012، Nomura اعلام کرد که تجارت الکترونیک در ایالات متحده را به اینستینت منتقل خواهد کرد با این هدف که آن را به بازوی تجارت الکترونیک Nomura تبدیل کند.  اگرچه در سپتامبر 2012، Nomura اعلام کرد که در عوض اینستینت را به بازوی خدمات اجرایی خود (نقد، معاملات الکترونیکی و رایانه ای) در بازارهای سراسر جهان به جز ژاپن تبدیل خواهد کرد. 

## دستاوردها
اولین های بسیاری در معاملات الکترونیک را به اینستینت نسبت می دهند.   علاوه بر راه اندازی و معرفی کردن اولین بستر معاملات الکترونیکی در سال 196، اینستینت باعث ایجاد و گسترش فناوری های زیر شده است:
- 1980: اولین سیستم دسترسی مستقیم به بازار
- 1986: اولین سیستم معامله متقابل بازار پس از فروش [۱۸]
- 1993: سیستم مدیریت سفارش اینستینت، یکی از بسترهای مدرن سیستم مدیریت اجرایی
- 1999: Instinet Helix، یکی از اولین بستر های مسیریابی بازار
- 2007: Chi-X Europe، اولین و بزرگترین تسهیلات تجاری چندجانبه اروپایی که در سال 2011 توسط بازارهای جهانی BATS خریداری شد.
- 2008: Chi-X Global، کارگزار Chi-X Australia، Chi-X Canada و Chi-X Japan بود. Nasdaq اعلام خرید Chi-X Canada را از Chi-X Global کرد. [۱۹] در سال 2016، Chi-X Australia، Chi-X Japan و Chi-X Tech توسط J.C. Flowers خریداری شدند. [۲۰]
- 2017: اینستینت اعلام خرید Blockcross، استخر سیاه سهام ایالات متحده State Street را کرد. [۲۱]